# Хон Монкайола
Хон Монкайола (ісп. Jon Moncayola, нар. 13 травня 1998, Гаріноайн) — іспанський футболіст, півзахисник клубу «Осасуна».

## Клубна кар'єра
Народився 13 травня 1998 року в місті Гаріноайн. Вихованець футбольної школи клубу «Осасуна». З 2017 року виступав за резервні команди «Ірунья» та «Осасуна Б». За два роки був переведений до головної команди «Осасуни».
17 серпня 2019 року в матчі проти «Леганеса» (0:1) Монкайола дебютував у Ла Лізі. 1 грудня в поєдинку проти «Еспаньйола» (2:4) Хон забив свій перший гол за «Осасуну».
8 червня 2021 року Монкайола підписав новий десятирічний контракт з «Осасуною» до червня 2031 року.

## Міжнародна кар'єра
З молодіжною збірною Іспанії Монкайола поїхав на молодіжний чемпіонат Європи 2021 року в Угорщині та Словенії. Іспанці дійшли до півфіналу турніру, а Монкайола зіграв у всіх трьох матчах групового етапу, допомігши своїй команді вийти в плей-оф, однак у вирішальних матчах не зміг допомогти своїй команді через позитивний тест на COVID-19.
Того ж року у складі Олімпійської збірної Монкайола був учасником футбольного турніру Олімпійських ігор-2020, де іспанці здобули срібні нагороди, а Хон зіграв у 5 іграх.

## Титули і досягнення
- Срібний олімпійський призер (1): 2020